# Лукас Хофер
Лукас Хофер (итал. Lukas Hofer; Брунико, 30. септембар 1989) италијански је биатлонац.
На Светском првенству за јуниоре 2009. освојио је злато у спринту и потери.
На Олимпијским играма први пут је учествовао 2010. Најбољи пласман остварио је са мушком штафетом, дванаесто место.
На Светском првенству за сениоре дебитовао је 2011. Освојио је бронзу у масовном старту, а са мушким и мешовитом штафетом био је пети. Наредне године четврти је био са мушком штафетом, девети са мешовитом, а у појединачним дисциплинама најбољи пласман остварио је у потери, тринаесто место. На Светском првенству 2013. четврто место заузео је са мешовитом штафетом, седмо са мушком, а седми је био и у појединачној дисциплини на 20 km. На Олимпијским играма у Сочију освојио је бронзану медаљу са мешовитом штафетом. Са мушком штафетом је био пети, у спринту дванаести, у појединачној дисциплини на 20 км четрнаести, у потери седаманести, а масовни старт није завршио.
На Светском првенству 2015. најбољи пласман остварио је са мешовитом штафетом, седмо место, а наредне године поновио је исти успех. На Светском првенству 2017. италијанска мешовита штафета заузела је четврто место, а мушка пето.
На Олимпијским играма у Пјонгчану 2018, освојио је још једну бронзану медаљу са мешовитом штафетом.